# Beyond the City Limits
 Beyond the City Limits és una pel·lícula estatunidenco-canadenca dirigida per Gigi Gaston el 2001.

## Argument
Misha (Nastassja Kinski) I Lexi (Alyson Hannigan) es barallen amb Akotia i Yuri, els seus menyspreables xicots, gàngsters russos de poca volada, el dia abans d'un gran cop, un atracament en un Casino amb la complicitat de dos policies. Canvien els seus plans i abandonen les seves amigues que, ofeses, i amb l'ajuda d'Helena (Jennifer Esposito), que menysprea el seu repel·lent marit detectiu (Todd Camp), les dones s'ho fan per robar el casino elles soles. Naturalment, això treu de polleguera els seus ex-xicots russos. Per complicar l'assumpte, el marit d'Helena entra en el cop sense saber-ho. I res no passa com estava previst.

## Repartiment
- Jennifer Esposito: Helena Toretti
- Alyson Hannigan: Lexi
- Steve Harris: Troy
- Nastassja Kinski: Misha
- Brian McCardie: Sergei Akotia
- Todd Field: Jack Toretti
- Michael Cole: Tinent Perry
- Alexis Denisof: Yuri
- Chris Ellis: Detectiu Hanson
- Marcos A. Ferraez: Detectiu Lomax
- Sophie B. Hawkins: Lucy Spatt